# التمرد المقدوني عام 1854

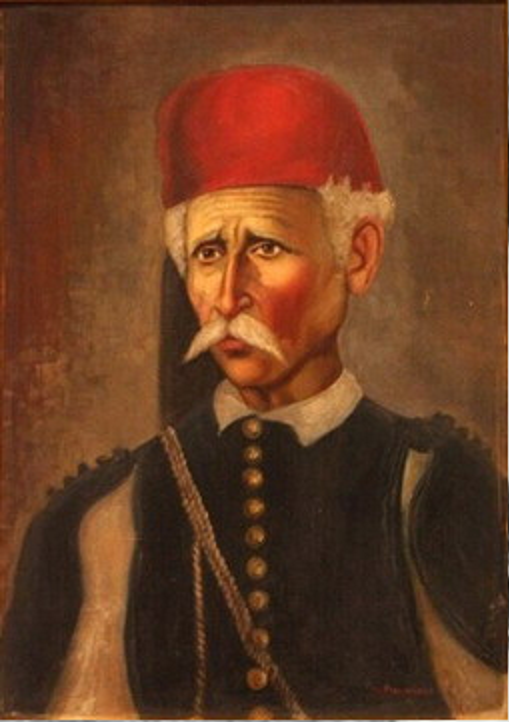
ثيودوروس زياكاس، أحد الممثلين الرئيسيين للتمرد المقدوني في عام 1854

التمرد المقدوني عام 1854 (باليونانية: Μακεδονική επανάσταση του 1854)‏ كان تمردًا وقع في عام 1854 وانقسم إلى مرحلتين: المرحلة الأولى وقعت في غرب وجنوب مقدونيا والثانية في خالكيذيكي. ومع ذلك، وبعد ضغوط من المملكة المتحدة وفرنسا على حكومة أوتو ملك اليونان، اضطر إلى استدعاء زعيم شارك في التمردات في جميع أنحاء المناطق التي يسكنها اليونانيون في الإمبراطورية العثمانية، بما في ذلك مقدونيا. افترضت حكومتا المملكة المتحدة وفرنسا أن التمرد كان مرتبطًا بحرب القرم (1854-1856).
في جنوب مقدونيا، استولى زعماء جبل أوليمبوس ومقاتلون من اليونان المستقلة وثيساليا وماغنيسيا على وادي تيمبي وبعض أجزاء بيريا. وفي مقدونيا الغربية، سيطر المتمردين بقيادة ثيودوروس زياكاس على منطقة بيندوس الغربية وهاجموا منطقة غريفينا، لكن التفوق العددي للجيش العثماني والموقف العدائي للمملكة المتحدة وفرنسا أدى إلى توقيع هدنة وعودة القادة إلى اليونان في يونيو 1854.
جرت المرحلة الثانية في خالكيذيكي وكان يقودها تساميس كاراتاسوس، المساعد السابق للملك أوتو. كان كاراتاسوس قد نزل في سيثونيا في أبريل عام 1854، لكنه واجه القوات الفرنسية التي أطلقت النار عليه باستمرار حيث كانوا يخشون دخوله المحتمل إلى سالونيك. وبعد أسر كاريس لفترة قصيرة في جبل آثوس، الذي لم يدعم رهبانه التمرد، كان على كاراتاسوس العودة إلى اليونان على متن سفينة بحرية فرنسية. تولى قنصل المملكة المتحدة وفرنسا حماية غير المقاتلين والمقاتلين الذين دعموا كاراتاسوس من غزو عثماني محتمل لجبل آثوس.